# Heringsmilch
Heringsmilch ist das Sperma von männlichen Heringen, die vor dem Ablaichen gefangen werden. Sie wird traditionell (und in der Lebensmittelindustrie) bei Fischgerichten für die Herstellung von Saucen und Marinaden verwendet, kann aber auch für kleine Gerichte gedünstet oder gebraten werden.
Früher wurde Heringsmilch in Apotheken als Mittel gegen die Schwindsucht, Heiserkeit und Husten verkauft.
Es gibt die Tradition, Kühen zu Weihnachten um Mitternacht Heringsmilch zu verabreichen, damit sie im nächsten Jahr reichlich Milch geben.
Darüber hinaus sind die Zellen der Heringsmilch für die chemische Analyse von Zellkernen geeignet, weil sie wenig Zytoplasma enthalten.